# أرض حقل أخضر

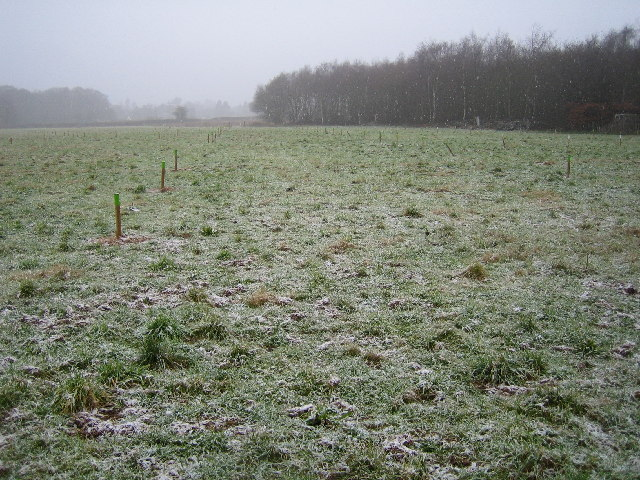
موقع جديد يقع في جنوب شرق إنجلترا.

أرض الحقل الأخضر هي أرض غير مطورة في مدينة أو منطقة ريفية تستخدم للزراعة أو تصميم المناظر الطبيعية، أو تُترك للتطور بشكل طبيعي. هذه المناطق من الأراضي عادة ما تكون من خصائص الزراعة أو وسائل الراحة للنظر في التنمية الحضرية.
يمكن أن تكون أراضي الحقول الخضراء حقول مفتوحة غير مسورة ، أو الكثير من المناطق الحضرية أو الممتلكات المغلقة المقيدة. أحيانًا يتم تطويقها لمنع الوصول إلى الجمهور العام من قبل كيان خاص أو حكومي.
تقدم مواقع الحقول الخضراء درجة عالية من الحرية للمطور، مقارنة بالمواقع ذات التطورات.